# Ceratinops inflatus
Ceratinops inflatus är en spindelart som först beskrevs av James Henry Emerton 1923.  Ceratinops inflatus ingår i släktet Ceratinops och familjen täckvävarspindlar. Inga underarter finns listade i Catalogue of Life.